# شفت (گیلان)
شَفت یکی از شهرهای استان گیلان از توابع بخش بخش مرکزی شهرستان شفت است.
این شهر با جمعیت ۸،۱۸۴ نفر (برآورد ۱۳۹۵) مرکز شهرستان شفت است. شفت در سال ۱۳۷۴ از شهرستان فومن جدا گردید و پس از تشکیل شهرستان شفت، به عنوان مرکز آن تعیین شد. این شهر دارای موقعیت جلگه‌ای و در فاصله ۳۰ کیلومتری جنوب باختری رشت و ۵ کیلومتری جنوب خاوری شهر فومن واقع شده که با توجه به نزدیکی کوهستان‌های تالش دارای اقلیم معتدل کوهپایه ای است. رودخانه سیامزگی از کنار و کانال پشتِ جاده از قلب آن می‌گذرد.

## مردم و زبان
در شفت مردم گیلک و تالش در کنار هم زندگی می‌کنند و زبان‌های گیلکی با گویش بیه‌پس و تالشی با گویش جنوبی رایج است.

## پیشینه
در متون تاریخی، بارها از شفت نام برده شده‌است. مرکز شفت، گوراب شفت خوانده می‌شد که در نزدیکی روستای نصیرمحله امروزی قرار داشت و آثاری از آن به‌جای مانده‌است.
لغتنامهٔ دهخدا از قول چند منبع قدیمی‌تر می‌نویسد: شفت قصبه و مرکز دهستان شفت از دهستان‌های چهارگانهٔ بخش مرکزی شهرستان فومن است. قریه‌ای است از گیلان واقع در نه هزار گزی جنوب شرقی فومن که در آنجا ظروف مانند کاسه و حقه و مرتبان کاشی نیک سازند. روزهای دوشنبه بازار عمومی دارد.